# Magdalenenkapelle (Amöneburg)

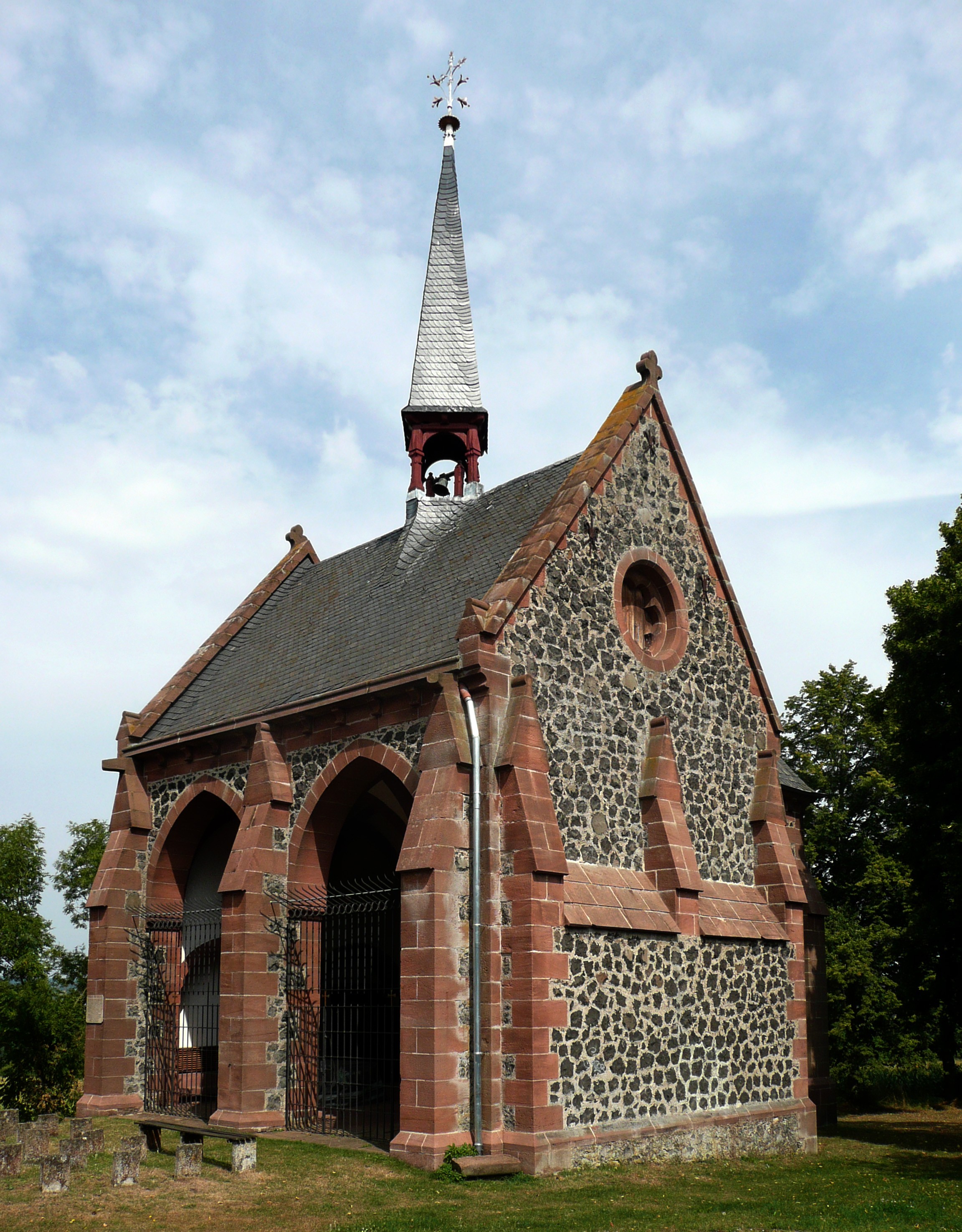
Magdalenenkapelle

Die Magdalenenkapelle ist eine römisch-katholische Wallfahrtskapelle nördlich der mittelhessischen Stadt Amöneburg im Landkreis Marburg-Biedenkopf.
Unterhalb der Kapelle, die 1343 der Heiligen Maria Magdalena geweiht wurde, lag bis ins 14. Jahrhundert das erstmals 1248 erwähnte Dorf Lindau. Daher wird die Kapelle auch als Lindau-Kapelle bezeichnet, für das 18. Jahrhundert ist der Name Lemnauer Kirch nachgewiesen.
Die ursprüngliche Kapelle wurde im Dreißigjährigen Krieg zwischen 1633 und 1636 zerstört und war seitdem eine Ruine. Dennoch gab es weiterhin Prozessionen zur Magdalenenkapelle, deren Altartisch erhalten war.
Die Reste der Kapelle wurden 1866 abgebrochen und durch einen vom Kasseler Architekten Peter Zindel entworfenen neugotischen Neubau ersetzt, dessen Ausstattung von Carl Schäfer gestaltet wurde. Die Einweihung der neuen Kapelle erfolgte 1868.
Die Kapelle weist ein von einem Mittelpfeiler ausgehendes, vierteiliges Kreuzgewölbe auf. Durch eine Wand mit großer Rosette abgetrennt schließt sich an der hinteren Längsseite eine chorähnliche Erweiterung an. In dieser befindet sich auf der linken Seite die Kanzel, auf der rechten Seite eine Madonnen-Nische.
Im Juli findet an der Kapelle jährlich eine Magdalenen-Oktav mit Eucharistiefeier statt.
Die Magdalenenkapelle steht aus geschichtlichen und kulturellen Gründen unter Denkmalschutz.